# Campinas do Piauí
Pour les articles homonymes, voir Campinas (homonymie).
Campinas do Piauí est une municipalité brésilienne située dans l'État du Piauí.